# Fußball-Club Bayern München 1988-1989
Questa voce raccoglie le informazioni riguardanti il Fußball-Club Bayern München nelle competizioni ufficiali della stagione 1988-1989.

## Stagione
Prima dell'inizio della stagione avvengono alcuni movimenti di calciomercato: la porta non è più difesa da Jean-Marie Pfaff ma da quello che era il suo vice, Raimond Aumann, inoltre dall'Empoli arriva Johnny Ekström; infine Andreas Brehme e Lothar Matthäus passano all'Inter. 

Il neoacquisto Stefan Reuter (a destra) alle prese con il napoletano Careca nella semifinale di andata della Coppa UEFA.

. Il Bayern non fa molta strada nella Coppa di Germania, dove viene eliminata nel terzo turno dal Karlsruhe, mentre di rilievo è il cammino nella Coppa UEFA. In questa manifestazione i tedeschi arrivano agli ottavi di finale vincendo tutte le partite, e qui trovano l'Inter: l'incontro di andata, giocato a Monaco, verrà ricordato anche per il bel gol di Nicola Berti che, intercettata la palla poco fuori dalla propria area di rigore fugge inseguito dai giocatori tedeschi verso la porta difesa da Aumann, riuscendo poi a batterlo. La squadra italiana riesce a vincere l'incontro 2-0, ma la situazione cambia al termine della partita di Milano: i Rossi segnano tre gol in sette minuti, e riescono a qualificarsi grazie alla vittoria finale per 3-1. I tedeschi vengono eliminati in semifinale dal Napoli capitanato da Diego Armando Maradona che vincerà poi il trofeo: i partenopei vincono 2-0 l'andata in casa, mentre nel ritorno in Germania Ovest il pareggio per 2-2 è fatale ai padroni di casa. La stagione termina comunque con la conquista dell'undicesimo titolo tedesco, il quarto in cinque anni; qui la squadra stacca il Colonia di cinque punti, mentre Roland Wohlfarth è capocannoniere.

## Maglie e sponsor
| Casa | Trasferta |  |

## Rosa
| N. |                     | Ruolo | Calciatore        |
| -- | ------------------- | ----- | ----------------- |
|    | Germania (bandiera) | P     | Raimond Aumann    |
|    | Germania (bandiera) | P     | Sven Scheuer      |
|    | Germania (bandiera) | D     | Klaus Augenthaler |
|    | Germania (bandiera) | D     | Roland Grahammer  |
|    | Norvegia (bandiera) | D     | Erland Johnsen    |
|    | Germania (bandiera) | D     | Hans Pflügler     |
|    | Germania (bandiera) | D     | Stefan Reuter     |
|    | Germania (bandiera) | D     | Helmut Winklhofer |
|    | Germania (bandiera) | C     | Hans Dorfner      |

| N. |                     | Ruolo | Calciatore        |
| -- | ------------------- | ----- | ----------------- |
|    | Germania (bandiera) | C     | Armin Eck         |
|    | Germania (bandiera) | C     | Hans-Dieter Flick |
|    | Germania (bandiera) | C     | Ludwig Kögl       |
|    | Germania (bandiera) | C     | Norbert Nachtweih |
|    | Germania (bandiera) | C     | Olaf Thon         |
|    | Svezia (bandiera)   | A     | Johnny Ekström    |
|    | Germania (bandiera) | A     | Jürgen Wegmann    |
|    | Germania (bandiera) | A     | Roland Wohlfarth  |

## Organigramma societario
Area direttiva
- Presidente:  Fritz Scherer

Area tecnica
- Allenatore: Jupp Heynckes
- Allenatore in seconda: Egon Coordes
- Preparatore dei portieri:
- Preparatori atletici:

## Calciomercato

### Sessione estiva
| Acquisti | Acquisti         | Acquisti   | Acquisti |
| R.       | Nome             | da         | Modalità |
| -------- | ---------------- | ---------- | -------- |
| A        | Johnny Ekström   | Empoli     |          |
| D        | Roland Grahammer | Norimberga |          |
| D        | Erland Johnsen   | Moss       |          |
| D        | Stefan Reuter    | Norimberga |          |
| C        | Olaf Thon        | Schalke 04 |          |

| Cessioni | Cessioni           | Cessioni          | Cessioni |
| R.       | Nome               | a                 | Modalità |
| -------- | ------------------ | ----------------- | -------- |
| A        | Matthias Hamann    | Fortuna Colonia   |          |
| D        | Andreas Brehme     | Inter             |          |
| D        | Norbert Eder       | Zurigo            |          |
| A        | Mark Hughes        | Manchester Utd    |          |
| C        | Lothar Matthäus    | Inter             |          |
| P        | Jean-Marie Pfaff   | Lierse            |          |
| A        | Michael Rummenigge | Borussia Dortmund |          |

### Sessione invernale
| Acquisti | Acquisti | Acquisti | Acquisti |
| R.       | Nome     | da       | Modalità |
| -------- | -------- | -------- | -------- |

| Cessioni | Cessioni         | Cessioni   | Cessioni |
| R.       | Nome             | a          | Modalità |
| -------- | ---------------- | ---------- | -------- |
| D        | Uli Bayerschmidt | Norimberga |          |

## Risultati

### Bundesliga

#### Girone di andata
| Arbitro: | Wittke |

|                                  |           |  |
| Augenthaler 75’, 90’ Ekström 84’ | Marcatori |  |

| Arbitro: | Zimmermann |

|                        |           |                        |
| Harforth 56’ Spies 85’ | Marcatori | 11’ Wohlfarth 71’ Thon |

| Arbitro: | Osmers |

|                                       |           |                            |
| Wohlfarth 37’ Wegmann 81’ Ekström 83’ | Marcatori | 7’ Walter 55’, 74’ Gaudino |

| Arbitro: | Assenmacher |

|  |           |             |
|  | Marcatori | 76’ Wegmann |

| Arbitro: | Richmann |

|                                                                  |           |          |
| Augenthaler 43’ Wohlfarth 45’ Ekström 59’ Thon 62’ Nachtweih 90’ | Marcatori | 83’ Kohr |

| Arbitro: | Heitmann |

|             |           |               |
| Leśniak 13’ | Marcatori | 18’ Wohlfarth |

| Arbitro: | Matheis |

|                                  |           |  |
| Wegmann 16’, 74’ Augenthaler 19’ | Marcatori |  |

| Arbitro: | Wiesel |

|                           |           |                           |
| Meier 15’ Burgsmüller 47’ | Marcatori | 52’ Wohlfarth 64’ Wegmann |

| Arbitro: | Umbach |

|             |           |           |
| Wegmann 32’ | Marcatori | 7’ Dickel |

| Hannover 8 ottobre 1988, ore 15:30 CET 10ª giornata | Hannover 96 | 0 – 0 referto | Bayern Monaco | Niedersachsenstadion (29 900 spett.)\| Arbitro: \| Theobald \| |
| Arbitro:                                            | Theobald    |               |               |                                                                |

| Arbitro: | Broska |

|  |           |                                        |
|  | Marcatori | 42’ Pflügler 43’ Wohlfarth 76’ Dorfner |

| Arbitro: | Harder |

|                                        |           |  |
| Thon 12’ Augenthaler 26’ Wohlfarth 57’ | Marcatori |  |

| Amburgo 5 novembre 1988, ore 14:00 CET 13ª giornata | St. Pauli | 0 – 0 referto | Bayern Monaco | Millerntor-Stadion (20 551 spett.)\| Arbitro: \| Krug \| |
| Arbitro:                                            | Krug      |               |               |                                                          |

| Arbitro: | Tritschler |

|                          |           |  |
| Wegmann 48’ Pflügler 66’ | Marcatori |  |

| Arbitro: | Werner |

|              |           |                                    |
| Nijskens 49’ | Marcatori | 60’ Wohlfarth 82’ Ekström 90’ Thon |

| Arbitro: | Kautschor |

|             |           |  |
| Wegmann 35’ | Marcatori |  |

| Bochum 3 dicembre 1988, ore 15:30 CET 17ª giornata | Bochum  | 0 – 0 referto | Bayern Monaco | Ruhrstadion (36 000 spett.)\| Arbitro: \| Mierswa \| |
| Arbitro:                                           | Mierswa |               |               |                                                      |

#### Girone di ritorno
| Arbitro: | Neuner |

|                         |           |                      |
| Körbel 54’ Eckstein 70’ | Marcatori | 46’ Wegmann 71’ Thon |

| Arbitro: | Assenmacher |

|                                |           |                       |
| Wegmann 27’ Wohlfarth 35’, 75’ | Marcatori | 64’ Trapp 73’ Hermann |

| Arbitro: | Pauly |

|            |           |                           |
| Gaudino 3’ | Marcatori | 39’ Nachtweih 80’ Ekström |

| Arbitro: | Theobald |

|             |           |  |
| Wegmann 58’ | Marcatori |  |

| Arbitro: | Umbach |

|          |           |               |
| Roos 16’ | Marcatori | 15’ Nachtweih |

| Arbitro: | Muhmenthaler |

|                  |           |  |
| Thon 73’ Eck 78’ | Marcatori |  |

| Arbitro: | Wiesel |

|                          |           |             |
| Neun 42’ Hochstätter 69’ | Marcatori | 25’ Ekström |

| Monaco di Baviera 8 aprile 1989, ore 15:30 CEST 25ª giornata | Bayern Monaco | 0 – 0 referto | Werder Brema | Stadio Olimpico (51 000 spett.)\| Arbitro: \| Weber \| |
| Arbitro:                                                     | Weber         |               |              |                                                        |

| Arbitro: | Werner |

|              |           |              |
| Breitzke 46’ | Marcatori | 52’ Pflügler |

| Arbitro: | Steinborn |

|                                   |           |  |
| Wegmann 11’ Dorfner 13’, 32’, 34’ | Marcatori |  |

| Arbitro: | Birlenbach |

|          |           |  |
| Thon 79’ | Marcatori |  |

| Arbitro: | Richmann |

|                      |           |  |
| Wolf 18’ Schüler 74’ | Marcatori |  |

| Arbitro: | Merk |

|                          |           |          |
| Wegmann 17’ Pflügler 47’ | Marcatori | 55’ Duve |

| Arbitro: | Wiesel |

|            |           |                         |
| Allofs 33’ | Marcatori | 25’, 85’, 89’ Wohlfarth |

| Arbitro: | Boos |

|                                             |           |  |
| Ekström 19’ Dorfner 25’, 75’ Flick 80’, 90’ | Marcatori |  |

| Arbitro: | Pauly |

|                        |           |                 |
| Wirsching 33’ Sané 42’ | Marcatori | 44’ Augenthaler |

| Arbitro: | Neuner |

|                                             |           |  |
| Wohlfarth 5’, 14’, 65’, 77’ (rig.) Thon 71’ | Marcatori |  |

### Coppa di Germania
| Arbitro: | Strigel |

| |           |                       |
| Ekström 4’, 31’ Thon 21’, 34’, 72’, 85’ (rig.), 90’ (rig.) Wohlfarth 49’, 73’ Nachtweih 69’ Wegmann 76’ | Marcatori | 48’ Dinauer 82’ Adler |

| Arbitro: | Diekert |

|  |           |                                     |
|  | Marcatori | 22’, 70’ Eck 40’ Wohlfarth 75’ Kögl |

| Arbitro: | Heitmann |

|                                |           |                                       |
| Wohlfarth 11’ Wegmann 41’, 59’ | Marcatori | 8’, 35’ Hermann 75’ Heisig 83’ Bogdan |

### Coppa UEFA
| Arbitro: | Hartmann |

|                          |           |              |
| Wegmann 9’ Thon 23’, 61’ | Marcatori | 55’ Iwanicki |

| Arbitro: | Martin |

|                                  |           |                                                                         |
| Kubicki 36’ Robakiewicz 85’, 88’ | Marcatori | 19’ Nachtweih 23’, 44’ Ekström 41’ Augenthaler 78’, 82’ Wegmann 89’ Eck |

| Arbitro: | Listkiewicz |

|                                |           |            |
| Flick 21’ Wegmann 53’ Thon 76’ | Marcatori | 78’ Szaban |

| Arbitro: | Donnelly |

|  |           |                     |
|  | Marcatori | 5’ (rig.), 28’ Thon |

| Arbitro: | Ponnet |

|  |           |                      |
|  | Marcatori | 60’ Serena 71’ Berti |

| Arbitro: | Galler |

|            |           |                                           |
| Serena 45’ | Marcatori | 33’ Wohlfarth 37’ Augenthaler 41’ Wegmann |

| Arbitro: | Kohl |

|              |           |  |
| Ferguson 56’ | Marcatori |  |

| Arbitro: | Aladrén |

|                             |           |  |
| Augenthaler 16’ Johnsen 69’ | Marcatori |  |

| Arbitro: | Vautrot |

|                          |           |  |
| Careca 41’ Carnevale 60’ | Marcatori |  |

| Arbitro: | Syme |

|                          |           |                 |
| Wohlfarth 63’ Reuter 81’ | Marcatori | 61’, 76’ Careca |

## Statistiche

### Statistiche di squadra
| Competizione      | Punti | In casa | In casa | In casa | In casa | In casa | In casa | In trasferta | In trasferta | In trasferta | In trasferta | In trasferta | In trasferta | Totale | Totale | Totale | Totale | Totale | Totale | DR  |
| Competizione      | Punti | G       | V       | N       | P       | Gf      | Gs      | G            | V            | N            | P            | Gf           | Gs           | G      | V      | N      | P      | Gf     | Gs     | DR  |
| ----------------- | ----- | ------- | ------- | ------- | ------- | ------- | ------- | ------------ | ------------ | ------------ | ------------ | ------------ | ------------ | ------ | ------ | ------ | ------ | ------ | ------ | --- |
| Bundesliga        | 50    | 17      | 14      | 3       | 0       | 44      | 8       | 17           | 5            | 9            | 3            | 23           | 18           | 34     | 19     | 12     | 3      | 67     | 26     | +41 |
| Coppa di Germania | -     | 2       | 1       | 0       | 1       | 14      | 6       | 1            | 1            | 0            | 0            | 4            | 0            | 3      | 2      | 0      | 1      | 18     | 6      | +12 |
| Coppa UEFA        | -     | 5       | 3       | 1       | 1       | 10      | 6       | 5            | 3            | 0            | 2            | 12           | 7            | 10     | 6      | 1      | 3      | 22     | 13     | +9  |
| Totale            | 50    | 24      | 18      | 4       | 2       | 68      | 20      | 23           | 9            | 9            | 5            | 39           | 25           | 47     | 27     | 13     | 7      | 107    | 45     | +62 |

### Andamento in campionato
| Giornata  | 1 | 2 | 3 | 4 | 5 | 6 | 7 | 8 | 9 | 10 | 11 | 12 | 13 | 14 | 15 | 16 | 17 | 18 | 19 | 20 | 21 | 22 | 23 | 24 | 25 | 26 | 27 | 28 | 29 | 30 | 31 | 32 | 33 | 34 |
| --------- | - | - | - | - | - | - | - | - | - | -- | -- | -- | -- | -- | -- | -- | -- | -- | -- | -- | -- | -- | -- | -- | -- | -- | -- | -- | -- | -- | -- | -- | -- | -- |
| Luogo     | C | T | C | T | C | T | C | T | C | T  | T  | C  | T  | C  | T  | C  | T  | T  | C  | T  | C  | T  | C  | T  | C  | T  | C  | C  | T  | C  | T  | C  | T  | C  |
| Risultato | V | N | N | V | V | N | V | N | N | N  | V  | V  | N  | V  | V  | V  | N  | N  | V  | V  | V  | N  | V  | P  | N  | N  | V  | V  | P  | V  | V  | V  | P  | V  |
| Posizione | 2 | 2 | 5 | 3 | 1 | 1 | 1 | 1 | 1 | 2  | 1  | 1  | 1  | 1  | 1  | 1  | 1  | 1  | 1  | 1  | 1  | 1  | 1  | 1  | 1  | 1  | 1  | 1  | 1  | 1  | 1  | 1  | 1  | 1  |

Legenda:

Luogo: C = Casa; T = Trasferta. Risultato: V = Vittoria; N = Pareggio; P = Sconfitta.

### Statistiche dei giocatori
| Giocatore       | Bundesliga | Bundesliga | Bundesliga  | Bundesliga | Coppa di Germania | Coppa di Germania | Coppa di Germania | Coppa di Germania | Coppa UEFA | Coppa UEFA | Coppa UEFA  | Coppa UEFA | Totale   | Totale | Totale      | Totale     |
| Giocatore       | Presenze   | Reti       | Ammonizioni | Espulsioni | Presenze          | Reti              | Ammonizioni       | Espulsioni        | Presenze   | Reti       | Ammonizioni | Espulsioni | Presenze | Reti   | Ammonizioni | Espulsioni |
| --------------- | ---------- | ---------- | ----------- | ---------- | ----------------- | ----------------- | ----------------- | ----------------- | ---------- | ---------- | ----------- | ---------- | -------- | ------ | ----------- | ---------- |
| K. Augenthaler  | 31         | 6          | 6           | 0          | 3                 | 0                 | 0                 | 0                 | 10         | 3          | 0           | 0          | 44       | 9      | 6           | 0          |
| R. Aumann       | 34         | 0          | 1           | 0          | 3                 | 0                 | 0                 | 0                 | 10         | 0          | 0           | 0          | 47       | 0      | 1           | 0          |
| U. Bayerschmidt | 0          | 0          | 0           | 0          | 0                 | 0                 | 0                 | 0                 | 1          | 0          | 0           | 0          | 1        | 0      | 0           | 0          |
| H. Dorfner      | 22         | 6          | 2           | 0          | 0                 | 0                 | 0                 | 0                 | 6          | 0          | 0           | 0          | 28       | 6      | 2           | 0          |
| A. Eck          | 21         | 1          | 0           | 0          | 2                 | 2                 | 0                 | 0                 | 9          | 1          | 0           | 0          | 32       | 4      | 0           | 0          |
| J. Ekström      | 23         | 7          | 1           | 0          | 3                 | 2                 | 0                 | 1                 | 8          | 2          | 0           | 0          | 34       | 11     | 1           | 1          |
| H. Flick        | 30         | 2          | 5           | 0          | 3                 | 0                 | 0                 | 0                 | 8          | 1          | 0           | 0          | 41       | 3      | 5           | 0          |
| R. Grahammer    | 28         | 0          | 6           | 0          | 2                 | 0                 | 0                 | 0                 | 8          | 0          | 0           | 0          | 38       | 0      | 6           | 0          |
| M. Hamann       | 0          | 0          | 0           | 0          | 1                 | 0                 | 0                 | 0                 | 0          | 0          | 0           | 0          | 1        | 0      | 0           | 0          |
| E. Johnsen      | 13         | 0          | 2           | 0          | 1                 | 0                 | 1                 | 0                 | 5          | 1          | 0           | 0          | 19       | 1      | 3           | 0          |
| L. Kögl         | 32         | 0          | 1           | 0          | 3                 | 1                 | 0                 | 0                 | 9          | 0          | 0           | 0          | 44       | 1      | 1           | 0          |
| N. Nachtweih    | 29         | 3          | 5           | 0          | 3                 | 1                 | 0                 | 0                 | 9          | 1          | 0           | 0          | 41       | 5      | 5           | 0          |
| H. Pflügler     | 34         | 4          | 3           | 0          | 3                 | 0                 | 0                 | 0                 | 8          | 0          | 0           | 0          | 45       | 4      | 3           | 0          |
| S. Reuter       | 32         | 0          | 4           | 0          | 3                 | 0                 | 1                 | 0                 | 10         | 1          | 0           | 0          | 45       | 1      | 5           | 0          |
| S. Scheuer      | 0          | 0          | 0           | 0          | 0                 | 0                 | 0                 | 0                 | 0          | 0          | 0           | 0          | 0        | 0      | 0           | 0          |
| O. Thon         | 32         | 8          | 3           | 0          | 2                 | 5                 | 1                 | 0                 | 8          | 5          | 0           | 0          | 42       | 18     | 4           | 0          |
| J. Wegmann      | 31         | 13         | 0           | 0          | 3                 | 3                 | 0                 | 0                 | 8          | 5          | 0           | 0          | 42       | 21     | 0           | 0          |
| H. Winklhofer   | 1          | 0          | 0           | 0          | 0                 | 0                 | 0                 | 0                 | 1          | 0          | 0           | 0          | 2        | 0      | 0           | 0          |
| R. Wohlfarth    | 33         | 17         | 5           | 0          | 3                 | 4                 | 0                 | 0                 | 10         | 2          | 0           | 0          | 46       | 23     | 5           | 0          |